# 제크
제크는 대한민국의 제과 회사 롯데웰푸드에서 제조판매하는 과자다. 1994년에 첫 발매되었으며, 빨간색 바탕으로 된 포장지에 둥근 형태의 크래커이다. 이름의 유래는 '제대로 만든 크래커'라는 뜻의 약칭이다. 
현재는 빨간색 포장의 오리지널, 가나 초콜릿이 있다.

## 특징
천일염이 가미된 짭짤고소한 맛이 특징이다. 두께는 두껍고 바삭한 편이다. 1994년 첫 발매 이래 전통적으로 빨간색 포장을 유지하고 있다. 